# 마이크로ATX

ATX 메인보드 크기 비교; 후면은 왼쪽에 있습니다.
플렉스ATX (9 xx)
microATX (9.6 xx)
미니 ATX (11.2 xx)
표준 ATX (12 xx)
Extended ATX (EATX) (12 xx)
WTX (14 xx)

컴퓨터 설계에서 마이크로ATX(microATX, μATX, uATX 또는 mATX)는 1997년 12월에 도입된 표준 메인보드 폼 팩터이다. 마이크로ATX 메인보드의 최대 크기는 9.6 × 9.6 in (244 × 244 mm)이다. 그러나 244 × 205 mm (9.6 × 8.1 in)의 더 작은 크기를 가짐에도 불구하고 마이크로ATX 명칭을 사용하는 메인보드도 있다. 표준 ATX 크기는 12 × 9.6 in (305 × 244 mm)로 25% 더 길다.

## 하위 호환성
마이크로ATX는 ATX와 하위 호환되도록 명시적으로 설계되었다. 마이크로ATX 메인보드의 장착 지점은 풀 사이즈 ATX 보드에 사용되는 것의 부분집합이며, I/O 패널은 동일하다. 따라서 마이크로ATX 메인보드는 풀 사이즈 ATX 케이스에 사용할 수 있다. 또한, 대부분의 마이크로ATX 메인보드는 일반적으로 ATX 메인보드와 동일한 전원 커넥터를 사용하므로, 풀 사이즈 ATX 전원 공급 장치를 마이크로ATX 보드와 함께 사용할 수 있다.
마이크로ATX 보드는 종종 풀 사이즈 ATX 보드와 동일한 칩셋을 사용하여 동일한 많은 부품을 사용할 수 있다. 그러나 마이크로ATX 케이스는 일반적으로 ATX 케이스보다 훨씬 작기 때문에 확장 슬롯이 더 적은 경향이 있다.

## 확장성

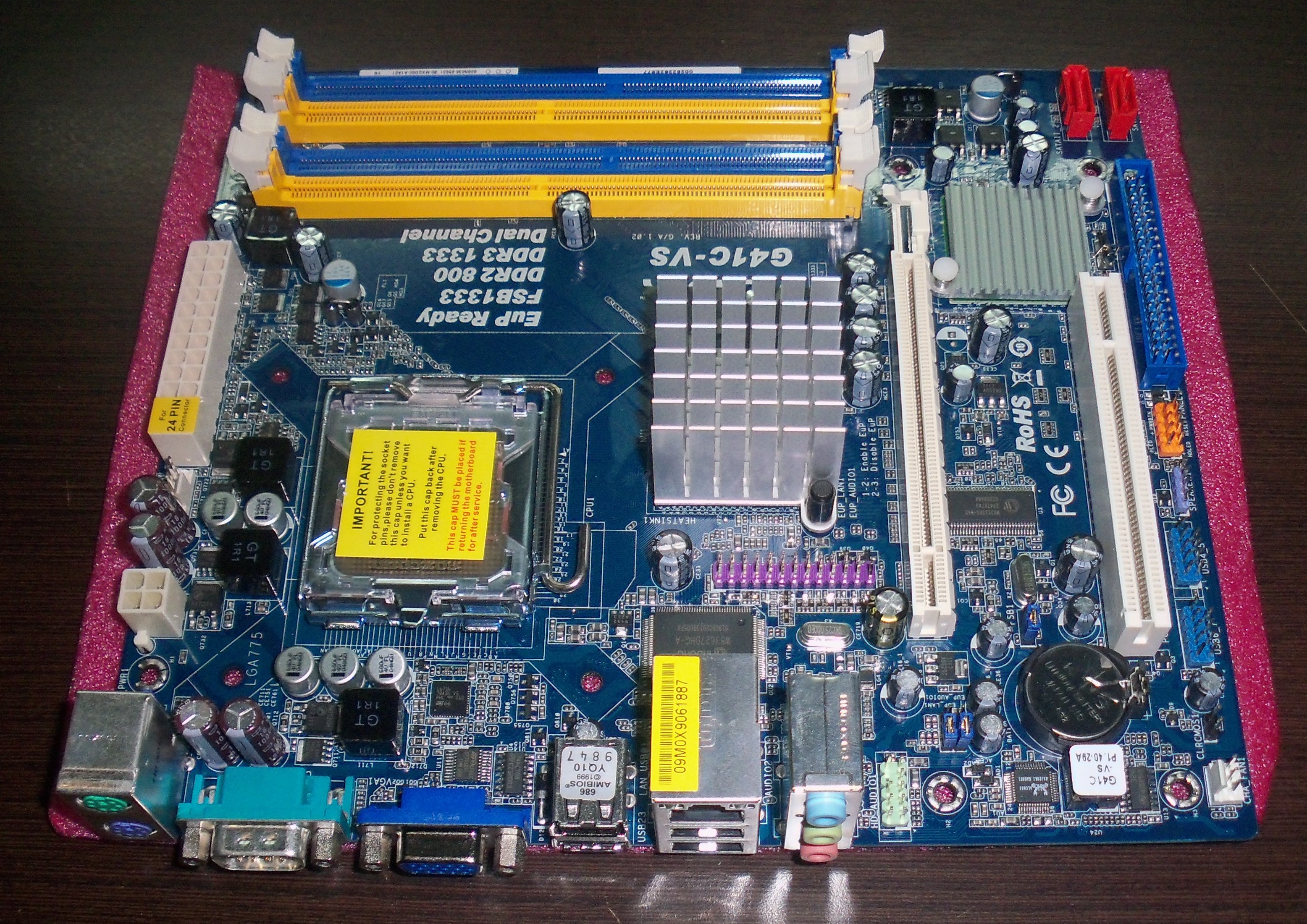
애즈락 마이크로ATX 메인보드인 G41C-VS

대부분의 최신 ATX 메인보드는 최대 7개의 PCI 또는 PCI-Express 확장 슬롯을 가지지만, 마이크로ATX 보드는 최대 4개(사양에서 허용하는 최대치)만 가진다. 확장 슬롯과 케이스 공간을 절약하기 위해 많은 제조사들이 다양한 통합 주변 장치(특히 통합 그래픽)를 갖춘 마이크로ATX 메인보드를 생산하며, 이는 소형 폼 팩터 및 미디어 센터 PC의 기반이 될 수 있다. 예를 들어, 애즈락 G31M-S 메인보드(오른쪽 그림)는 온보드 인텔 GMA 그래픽, HD 오디오 오디오 및 리얼텍 이더넷(등)을 제공하여 그래픽 카드, 사운드 카드 및 이더넷 카드에 사용되었을 확장 슬롯을 확보한다. 그러나 최근에는 ATX 보드조차도 이러한 모든 구성 요소를 통합하는 것이 일반적이며, 이러한 기능의 대부분은 일반적인 노스브리지–사우스브리지 쌍에 포함되어 있다.
DIY PC 시장에서 마이크로ATX 메인보드는 일반적으로 비용에 민감한 구매자들에게 선호된다. 이들에게는 동등한 기능 세트에 대한 비용 절감이 풀 ATX 버전이 제공하는 추가 PCI/PCI Express 슬롯의 확장성보다 더 중요하다. 2006년부터 하이엔드 게이밍 설정용으로 마이크로ATX 메인보드에서 듀얼-그래픽 카드 구성이 가능해지면서 풀 ATX 메인보드의 필요성이 더욱 줄어들었다.
또한 일부 마이크로ATX 케이스는 로우 프로파일 PCI 카드 사용을 요구하며 비표준 치수의 전원 공급 장치를 사용한다.
미니 ITX와 비교할 때, 마이크로ATX 메인보드는 최대 4개의 확장 슬롯과 4개의 DIMM 슬롯을 가지는 반면, 미니 ITX 메인보드는 단일 확장 슬롯과 2개의 DIMM(또는 SO-DIMM) 슬롯을 가진다. 이는 마이크로ATX가 듀얼-그래픽 카드 및 쿼드-채널 메모리 구성을 허용한다는 것을 의미한다.

## 같이 보기
- 컴퓨터 폼 팩터
- 울트라ATX